# 周原
周原（しゅうげん　中国語：Zhou yuan)は、中国陝西省宝鶏市の岐山県と扶風県にまたがる地域にある遺跡。

## 概要
周原とは周王朝（西周）を建てた周人発祥の地という意味で、西周初期、紀元前11 - 8世紀頃の都市遺跡である。
周原遺跡は1976年から発掘が開始された。建築物跡や土木構造物跡のほか、考古学上重要なものを含め大量の甲骨や青銅器などが出土している。しかし過去には少なくない出土品が盗掘され転売された事件が発生したことがある。
1988年3月、発掘跡に隣接して周原博物館が設置された。
2011年には、9万平方メートルの大規模な貯水池跡と２キロメートルにも及ぶ用水路跡が発見されている。